# Armenië op de Olympische Spelen

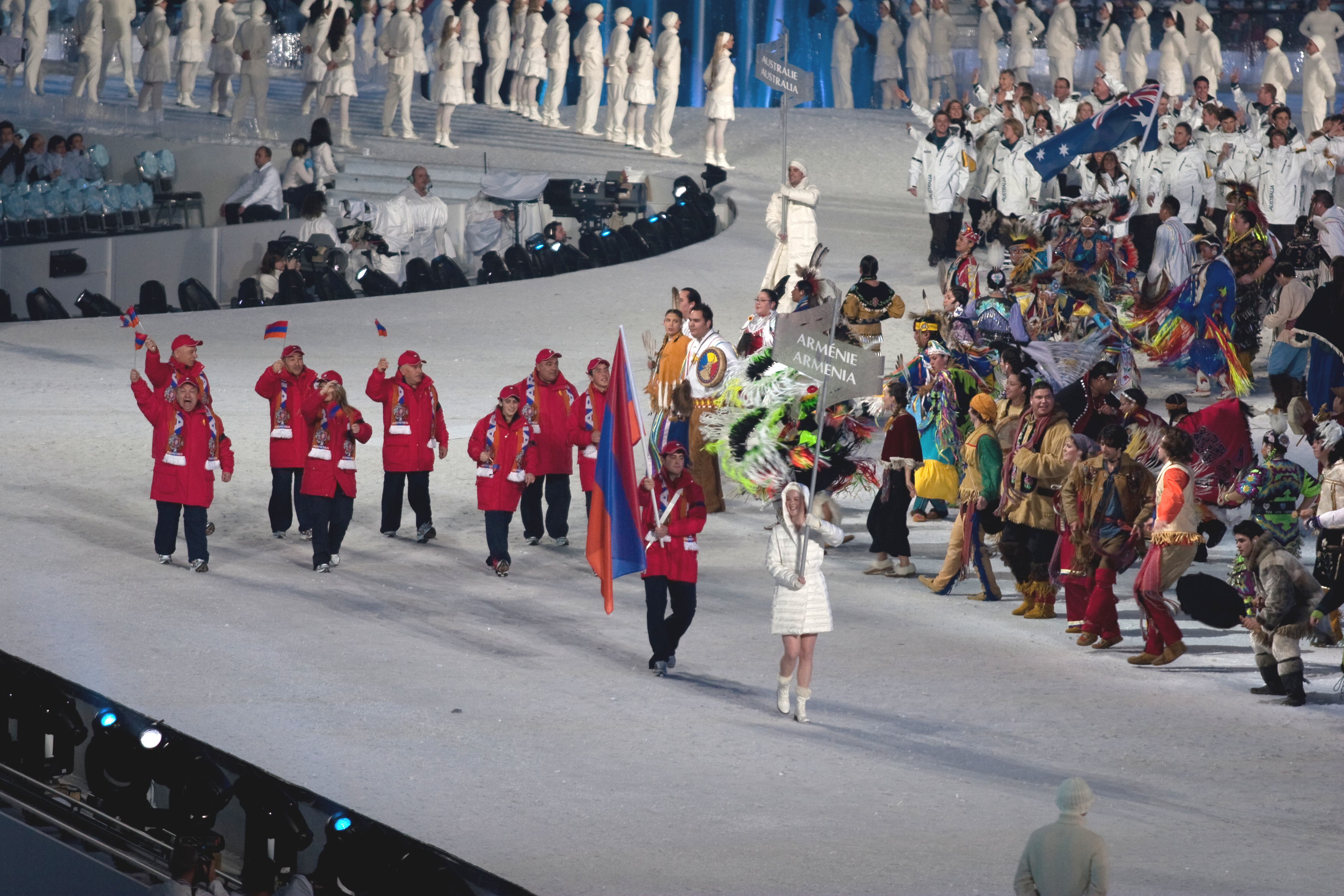
Tijdens openingsceremonie OS 2010

Armenië is een van de landen die deelneemt aan de Olympische Spelen. Armenië debuteerde op de Winterspelen van 1994. Twee jaar later, in 1996, kwam het voor het eerst uit op de Zomerspelen.
Tot 1991 was het land als de SSR Armenië onderdeel van de Sovjet-Unie en namen de Armeniërs (eventueel) deel als lid van het Sovjetteam. In 1992 werd er op Zomerspelen deelgenomen met het Gezamenlijk team op de Olympische Spelen.
In 2014 nam Armenië voor de zesde keer deel aan de Winterspelen, Tokio 2020 was de zevende deelname aan de Zomerspelen.

## Medailles en deelnames
Er werden achttien medailles gewonnen, alle op de Zomerspelen.
Zomerspelen 1996
Bij de eerste deelname werden twee medailles veroverd, beide bij het worstelen. Een gouden medaille werd gewonnen door Armen Nazarjan bij het Grieks-Romeins worstelen voor vlieggewichten (-52 kg). Bij het worstelen vrije stijl won Armen Mkrtsjan de zilveren medaille bij de lichtvlieggewichten (-48kg).
Zomerspelen 2000
Tweemaal brons was aanvankelijk het resultaat van de Armeense ploeg maar de gewichtheffer Ashot Danielyan werd later positief bevonden bij een dopingtest en moest zijn bronzen medaille inleveren. In het gewichtheffen won Arsen Melikjan de bronzen medaille in de gewichtsklasse tot 77 kilogram.
Zomerspelen 2008
Op deze editie werd de medaille oogst aanvankelijk uitgebreid met zes bronzen medailles, een in het boksen, drie bij het gewichtheffen en twee in het worstelen. In 2016 werd dit herzien; de medaille van gewichtheffer Tigran Varban Martirosyan (-85 kg) werd opgewaardeerd naar zilver en Tigran Martirosyan (-69 kg) werd zijn medaille ontnomen.
Zomerspelen 2012
Op deze editie werd de medaille oogst aanvankelijk uitgebreid met drie medailles, in het worstelen werd een zilveren en bronzen medaille behaald. Bij het gewichtheffen werd een bronzen medaille behaald door Hripsime Khurshudyan, de eerste vrouw die een medaille voor Armenië won. Deze werd haar in 2016 weer ontnomen.
Zomerspelen 2016
Op deze editie werden vier medailles gewonnen, eenmaal goud en drie keer zilver. De tweede gouden medaille voor Armenië werd veroverd door worstelaar Artoer Aleksanjan, de eerste Armeniër die meervoudig medaillewinnaar werd, in 2012 behaalde hij brons.
Zomerspelen 2020
Op de Spelen van 2020 werden in vier olympische sporten ook vier medailles behaald, voor het eerst een in de sport gymnastiek. Gewichtheffer Simon Martirosjan was de tweede Armeense meervoudige medaillewinnaar, zowel in 2016 als deze editie won hij de zilveren medaille bij de zwaargewichten.

### Overzicht
De tabel geeft een overzicht van de jaren waarin werd deelgenomen, het aantal gewonnen medailles en de eventuele plaats in het medailleklassement.
| Zomerspelen | Zomerspelen | Zomerspelen | Zomerspelen | Zomerspelen | Zomerspelen |        | Winterspelen | Winterspelen | Winterspelen | Winterspelen | Winterspelen | Winterspelen |
| Jaar        | Goud        | Zilver      | Brons       | Totaal      | Rang        | Jaar   | Goud         | Zilver       | Brons        | Totaal       | Rang         |              |
| 1996        | 1           | 1           | 0           | 2           | 45          | 1994   | 0            | 0            | 0            | 0            | -            |              |
| 2000        | 0           | 0           | 1           | 1           | 71          | 1998   | 0            | 0            | 0            | 0            | -            |              |
| 2004        | 0           | 0           | 0           | 0           | -           | 2002   | 0            | 0            | 0            | 0            | -            |              |
| 2008        | 0           | 1           | 4           | 5           | 62          | 2006   | 0            | 0            | 0            | 0            | -            |              |
| 2012        | 0           | 1           | 1           | 2           | 65          | 2010   | 0            | 0            | 0            | 0            | -            |              |
| 2016        | 1           | 3           | 0           | 4           | 42          | 2014   | 0            | 0            | 0            | 0            | -            |              |
| 2020        | 0           | 2           | 2           | 4           | 69          | 2018   | 0            | 0            | 0            | 0            | -            |              |
| 2024        | 0           | 3           | 1           | 4           | 66          | 2022   | 0            | 0            | 0            | 0            | -            |              |
| Totaal      | 2           | 11          | 9           | 22          |             | Totaal | 0            | 0            | 0            | 0            |              |              |
| Tot. Z+W    | 2           | 11          | 9           | 22          |             |        |              |              |              |              |              |              |

2000: van oorspronkelijk 0-0-2 aangepast naar 0-0-1
2008: van oorspronkelijk 0-0-6 aangepast naar 0-1-4
2012: van oorspronkelijk 0-1-2 aangepast naar 0-1-1
| Editie | Sport         | Olympiër                  | Onderdeel                                 | Medaille |
| ------ | ------------- | ------------------------- | ----------------------------------------- | -------- |
| 1996   | Worstelen     | Armen Nazarjan            | grieks-romeins, -52 kg (m)                | Goud     |
| 1996   | Worstelen     | Armen Mkrtsjan            | vrije stijl, -48 kg (m)                   | Zilver   |
| 2000   | Gewichtheffen | Arsen Melikjan            | -77 kg (m)                                | Brons    |
| 2008   | Boksen        | Hrachik Javakhyan         | -60 kg (m)                                | Brons    |
| 2008   | Gewichtheffen | Gevorg Davytan            | -77 kg (m)                                | Brons    |
| 2008   | Gewichtheffen | Tigran Varban Martirosyan | -85 kg (m)                                | *        |
| 2008   | Worstelen     | Roman Amoyan              | grieks-romeins, -55 kg (m)                | Brons    |
| 2008   | Worstelen     | Yuri Patrikejev           | grieks-romeins, -120 kg (m)               | Brons    |
| 2012   | Worstelen     | Arsen Julfalakyan         | grieks-romeins, -74 kg (m)                | Zilver   |
| 2012   | Worstelen     | Artoer Aleksanjan         | vrije stijl, -96 kg (m)                   | Brons    |
| 2016   | Gewichtheffen | Simon Martirosjan         | zwaargewicht (-105 kg) (m)                | Zilver   |
| 2016   | Gewichtheffen | Gor Minasyan              | +105 kg (m)                               | Zilver   |
| 2016   | Worstelen     | Artoer Aleksanjan         | Grieks-Romeins - 98 kg (m)                | Goud     |
| 2016   | Worstelen     | Migran Arutyunyan         | Grieks-Romeins - 66 kg (m)                | Zilver   |
| 2020   | Boksen        | Chovhannes Batsjkov       | lichtgewicht (-63 kg) (m)                 | Brons    |
| 2020   | Gewichtheffen | Simon Martirosjan         | zwaargewicht (-109 kg) (m)                | Zilver   |
| 2020   | Gymnastiek    | Artur Davtyan             | sprong (m)                                | Brons    |
| 2020   | Worstelen     | Artoer Aleksanjan         | grieks-romeins, zwaargewicht (-97 kg) (m) | Zilver   |

| Editie | Sport         | Olympiër             | Onderdeel    | Medaille |  |
| ------ | ------------- | -------------------- | ------------ | -------- |  |
| 2000   | Gewichtheffen | Ashot Danielyan      | +105 kg (m)  | Brons    |  |
| 2008   | Gewichtheffen | Tigran Martirosyan   | -69 kg (m)   | Brons    |  |
| 2012   | Gewichtheffen | Hripsime Khurshudyan | +75 kg kg (v | Brons    |  |

| Sport         | Goud | Zilver | Brons | Totaal |
| ------------- | ---- | ------ | ----- | ------ |
| Boksen        | 0    | 0      | 2     | 002    |
| Gewichtheffen | 0    | 4      | 2     | 006    |
| Gymnastiek    | 0    | 0      | 1     | 001    |
| Worstelen     | 2    | 4      | 3     | 009    |
| Totaal        | 2    | 8      | 8     | 18     |

Afghanistan · Albanië · Algerije · Amerikaans-Samoa · Amerikaanse Maagdeneilanden · Andorra · Angola · Antigua en Barbuda · Argentinië · Armenië · Aruba · Australië · Azerbeidzjan · Bahama's · Bahrein · Bangladesh · Barbados · België · Belize · Benin · Bermuda · Bhutan · Bolivia · Bosnië en Herzegovina · Botswana · Brazilië · Britse Maagdeneilanden · Brunei · Bulgarije · Burkina Faso · Burundi · Cambodja · Canada · Centraal-Afrikaanse Republiek · Chili · China · Chinees Taipei · Colombia · Comoren · Congo-Brazzaville · Congo-Kinshasa · Cookeilanden · Costa Rica · Cuba · Cyprus · Denemarken · Djibouti · Dominica · Dominicaanse Republiek · Duitsland · Ecuador · Egypte · El Salvador · Equatoriaal-Guinea · Eritrea · Estland · Ethiopië · Fiji · Filipijnen · Finland · Frankrijk · Gabon · Gambia · Georgië · Ghana · Grenada · Griekenland · Groot-Brittannië · Guam · Guatemala · Guinee · Guinee-Bissau · Guyana · Haïti · Honduras · Hongarije · Hongkong · Ierland · IJsland · India · Indonesië · Irak · Iran · Israël · Italië · Ivoorkust · Jamaica · Japan · Jemen · Jordanië · Kaaimaneilanden · Kaapverdië · Kameroen · Kazachstan · Kenia · Kirgizië · Kiribati · Koeweit · Kosovo · Kroatië · Laos · Lesotho · Letland · Libanon · Liberia · Libië · Liechtenstein · Litouwen · Luxemburg · Madagaskar · Malawi · Malediven · Maleisië · Mali · Malta · Marokko · Marshalleilanden · Mauritanië · Mauritius · Mexico · Micronesië · Moldavië · Monaco · Mongolië · Montenegro · Mozambique · Myanmar · Namibië · Nauru · Nederland · Nepal · Nicaragua · Nieuw-Zeeland · Niger · Nigeria · Noord-Korea · Noord-Macedonië · Noorwegen · Oeganda · Oekraïne · Oezbekistan · Oman · Oost-Timor · Oostenrijk · Pakistan · Palau · Palestina · Panama · Papoea-Nieuw-Guinea · Paraguay · Peru · Polen · Portugal · Puerto Rico · Qatar · Roemenië · Rusland · Rwanda · Saint Kitts en Nevis · Saint Lucia · Saint Vincent en de Grenadines · Salomonseilanden · Samoa · San Marino · Saoedi-Arabië · Sao Tomé en Principe · Senegal · Servië · Seychellen · Sierra Leone · Singapore · Slovenië · Slowakije · Somalië · Spanje · Sri Lanka · Soedan · Suriname · Swaziland · Syrië · Tadzjikistan · Tanzania · Thailand · Togo · Tonga · Trinidad en Tobago · Tsjaad · Tsjechië · Tunesië · Turkije · Turkmenistan · Tuvalu · Uruguay · Vanuatu · Venezuela · Verenigde Arabische Emiraten · Verenigde Staten · Vietnam · Wit-Rusland · Zambia · Zimbabwe · Zuid-Afrika · Zuid-Korea · Zuid-Soedan · Zweden · Zwitserland
Historische landen: Bohemen · Bondsrepubliek Duitsland · Brits-Indië · Duitse Democratische Republiek · Joegoslavië · Malaya · Nederlandse Antillen · Noord-Borneo · Noord-Jemen · Saarland · Servië en Montenegro · Sovjet-Unie · Tsjecho-Slowakije · West-Indische Federatie · Zuid-Jemen
Bijzondere deelnames: Onafhankelijke olympische atleten · Vluchtelingenteam 
 Australazië · Duits Eenheidsteam · Gemengd team · Gezamenlijk Team